# 熟溪桥
28°53′41″N 119°48′58″E / 28.89472°N 119.81611°E
熟溪桥位于中国浙江省武义县城区熟溪上，为木石结构廊桥。1989年被列为浙江省文物保护单位。
熟溪桥始建于南宋开禧三年（1207年），明万历四年（1576年）加建桥屋，清乾隆年间重建，1946年按原样重建，2000年6月23日被洪水冲毁，2001年5月完成修复。熟溪桥南北走向，全长140米，桥面宽4.80米，通高13.40米，共有九孔十墩。重建后桥墩为钢筋混凝土结构，外用条石包砌。最大桥孔净跨约12米。

## 图片

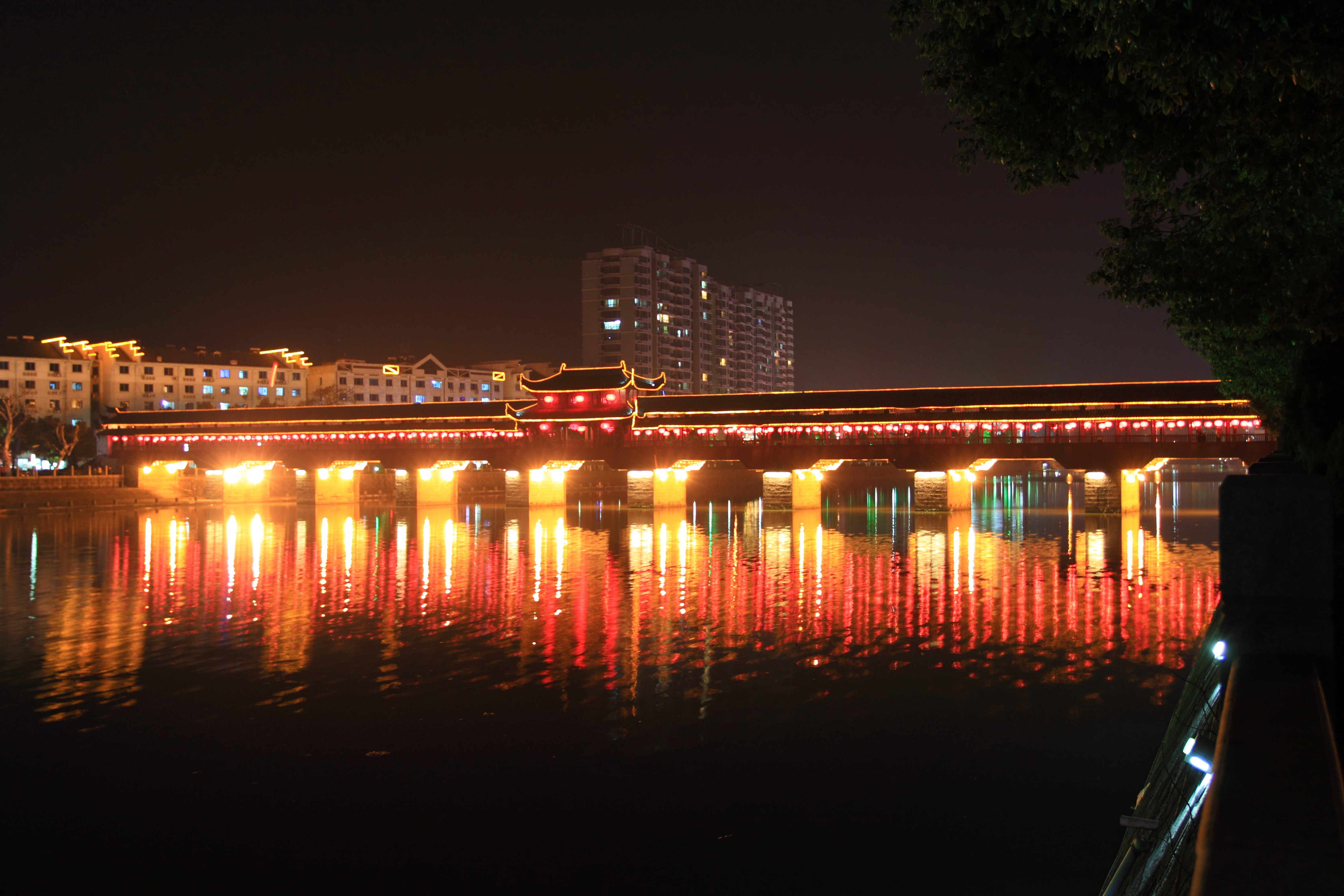
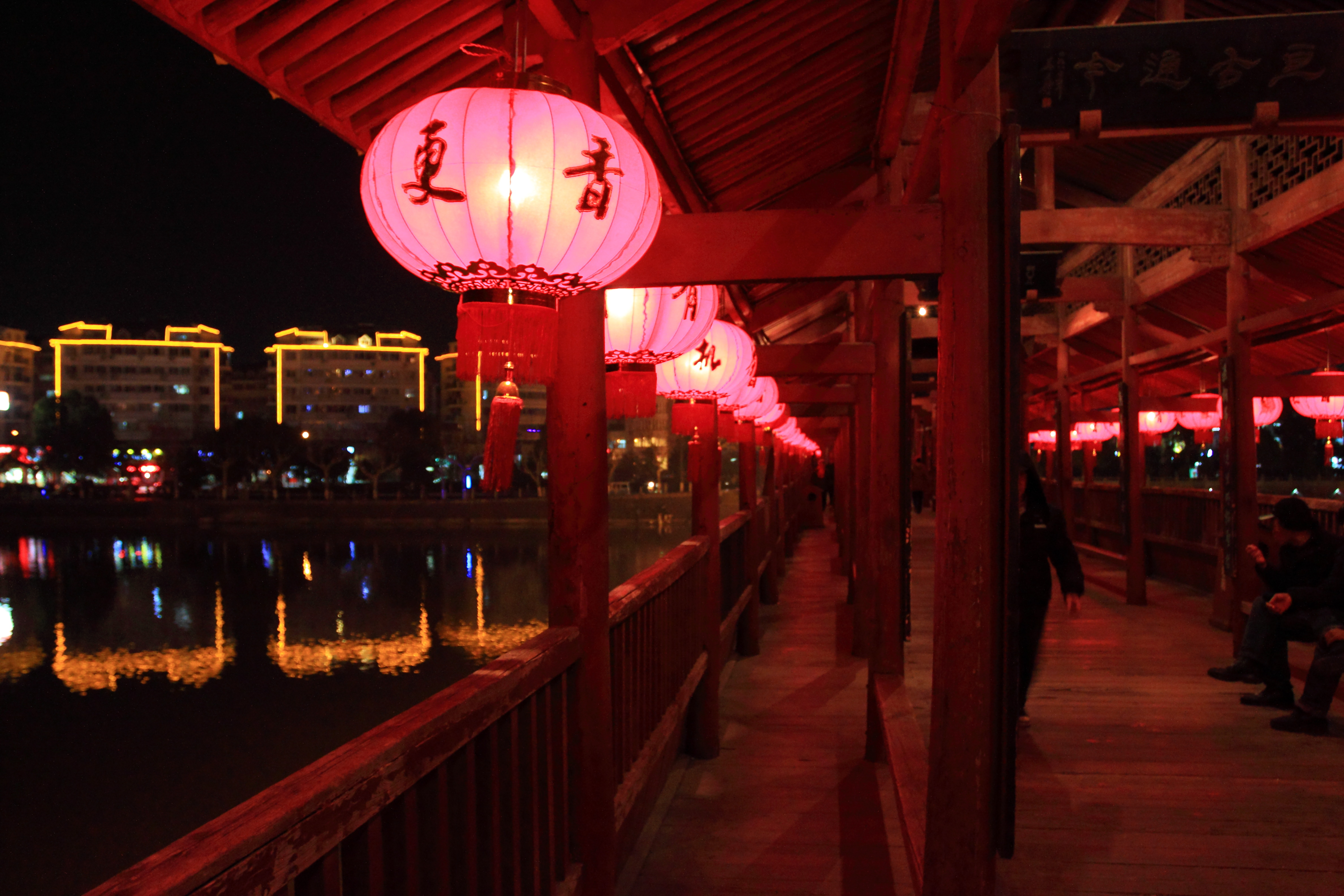
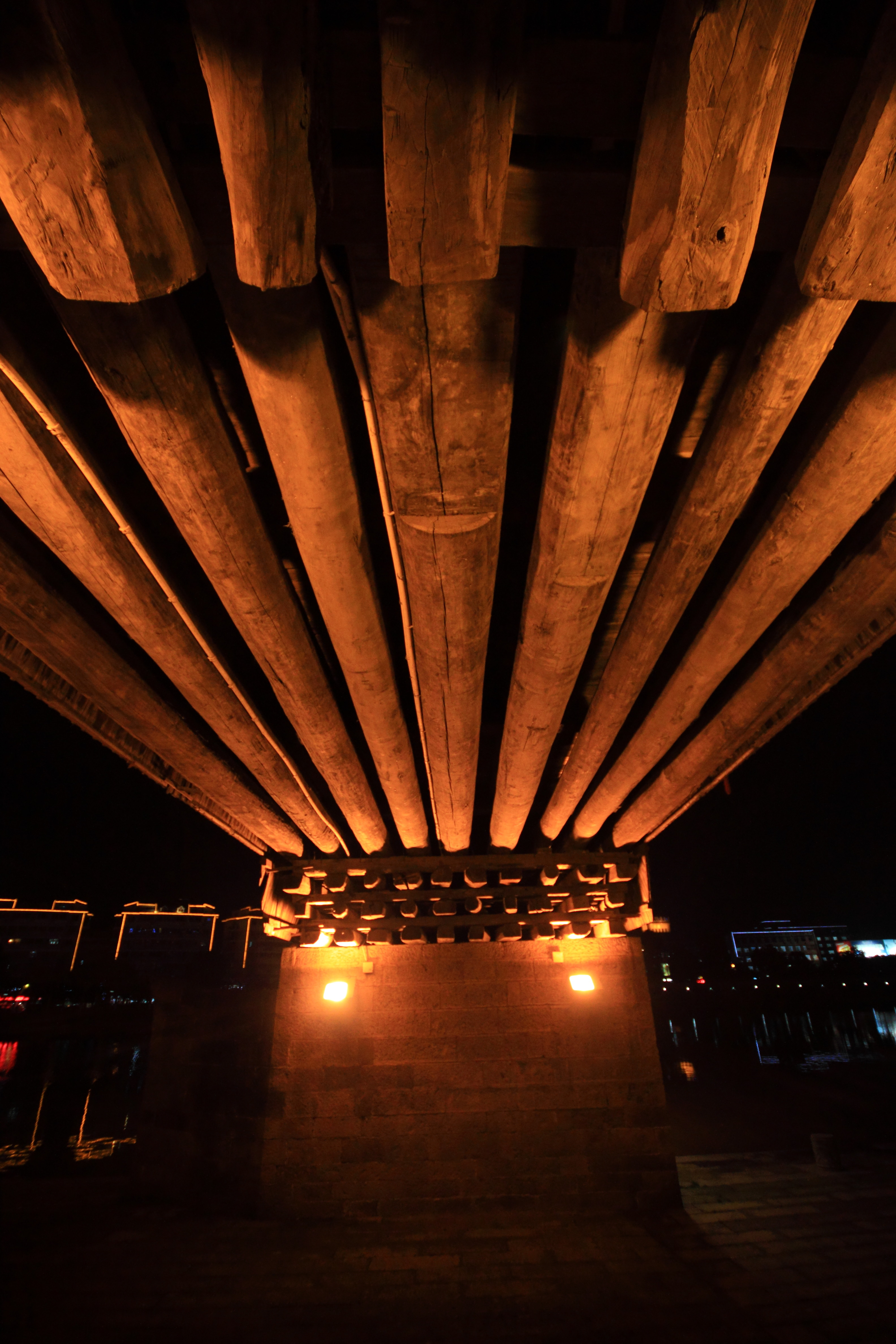
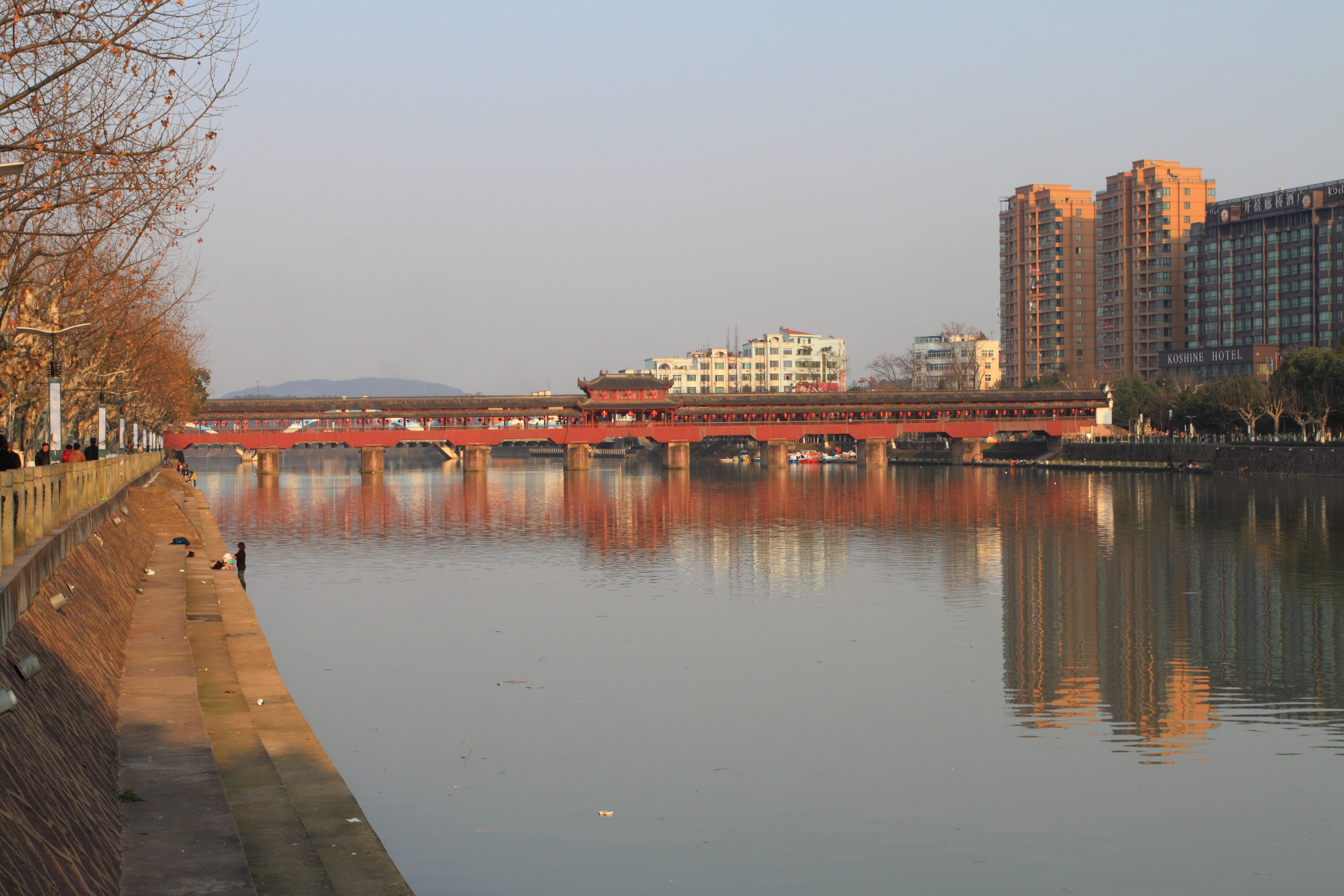
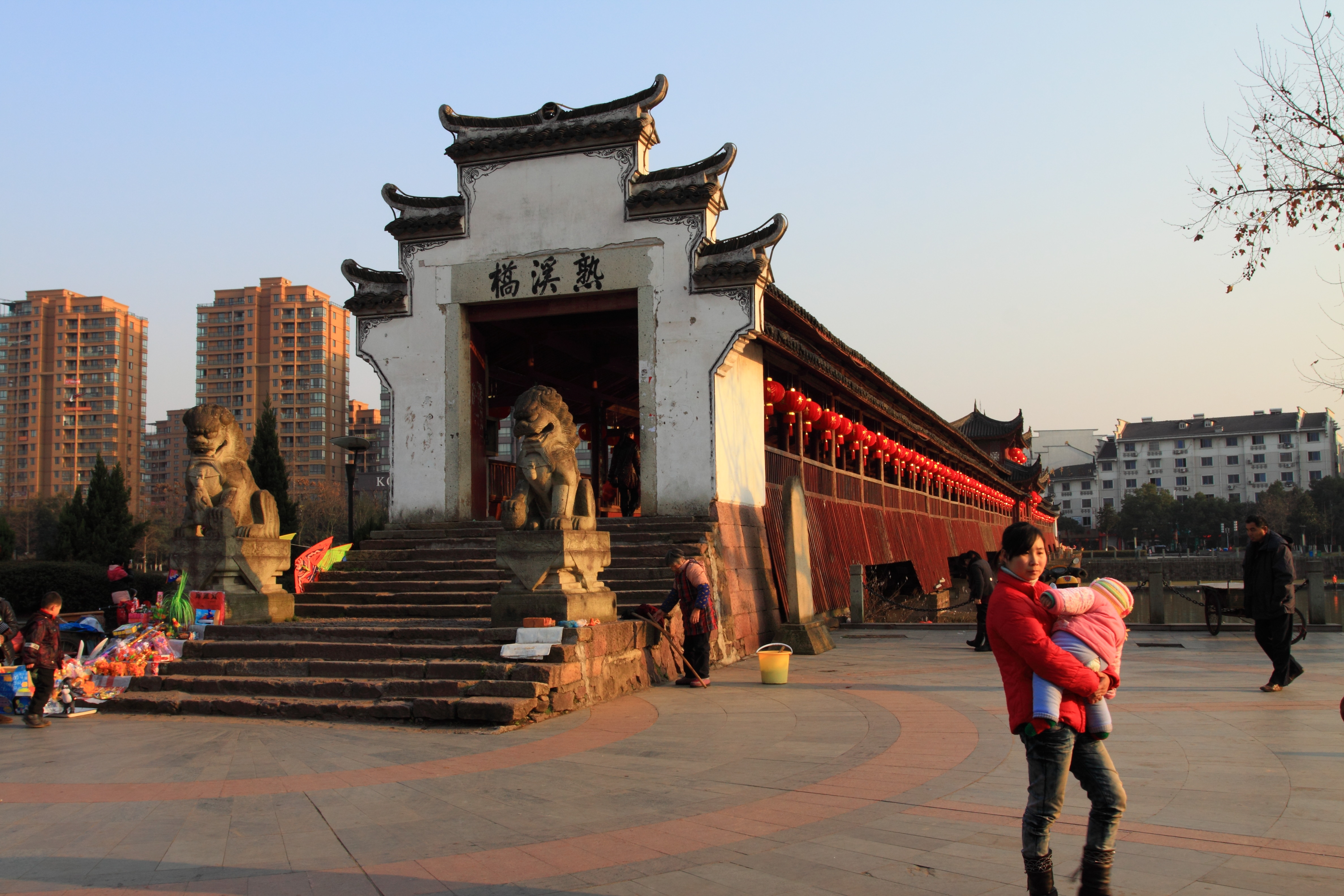
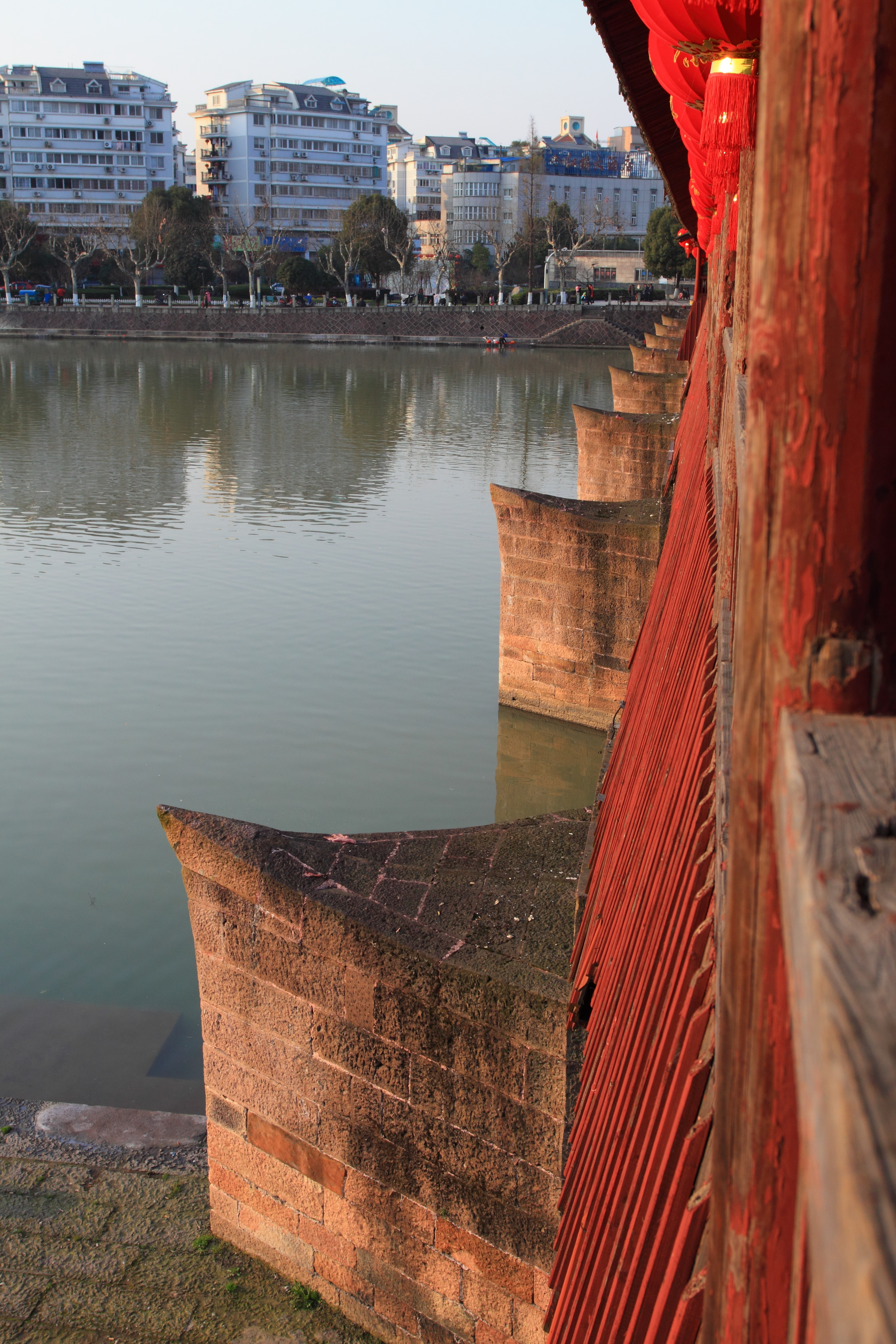
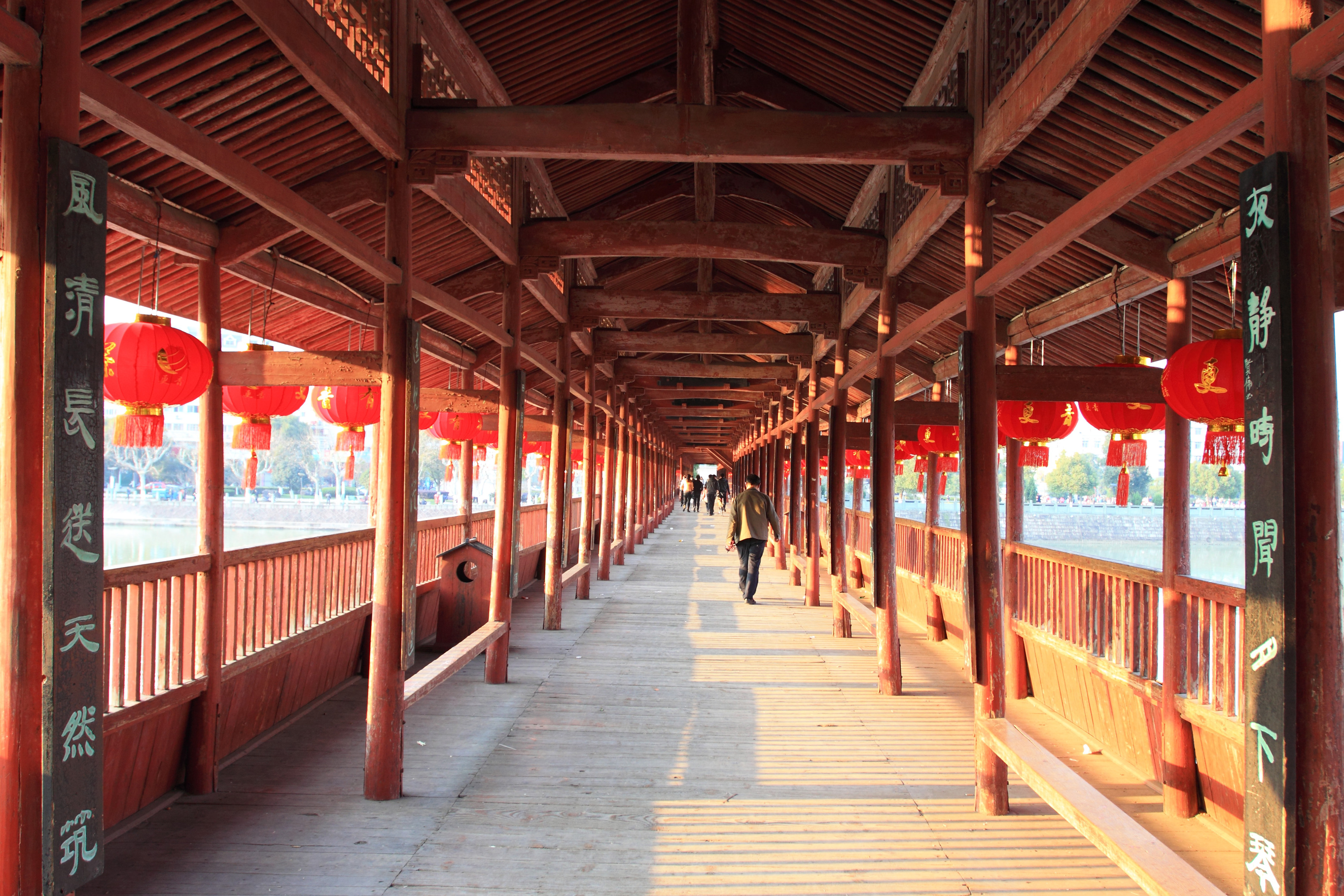
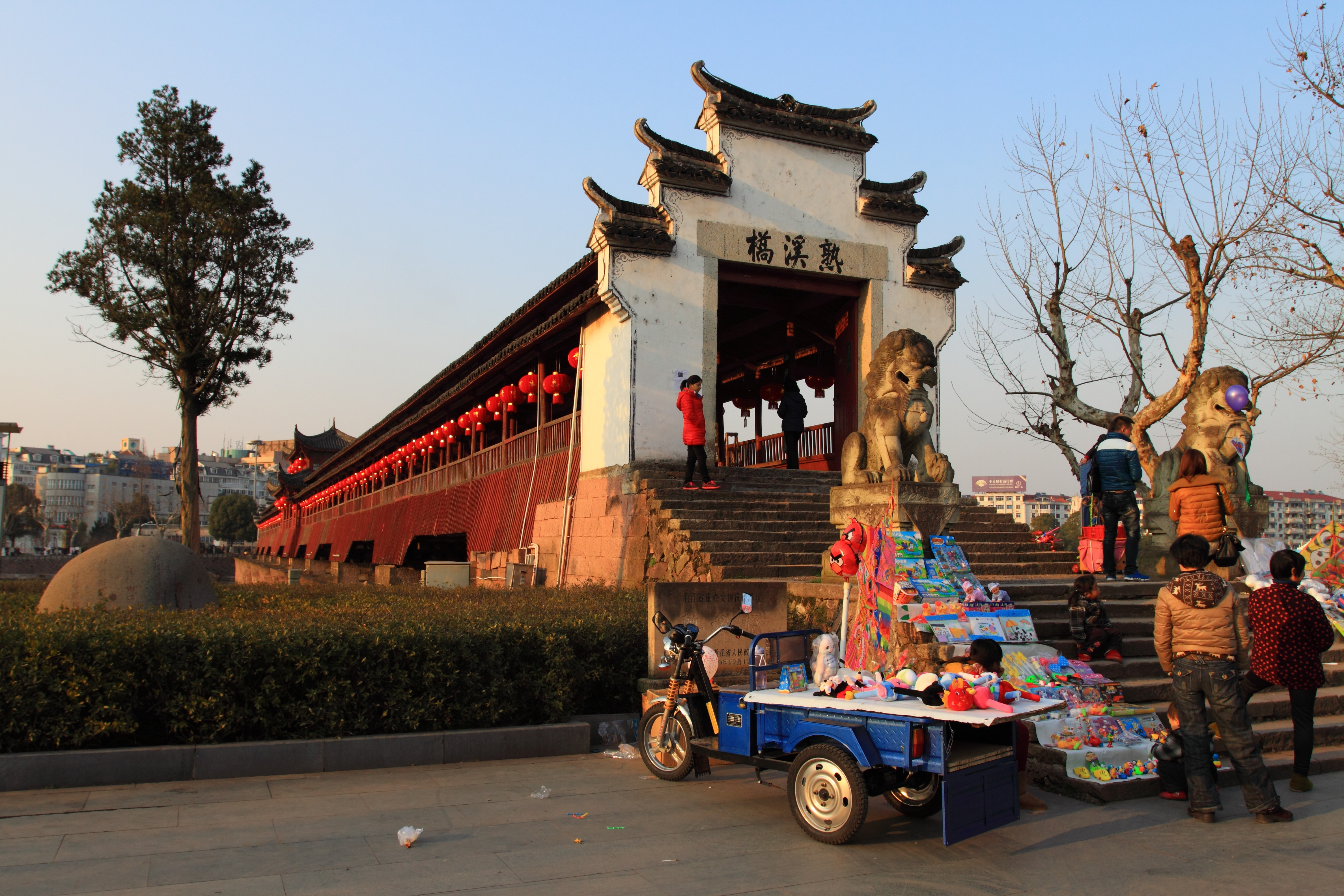